# Museu d'Eines del Pagès
El Museu d'Eines del Pagès és un museu al municipi Sant Climent de Llobregat, al terreny que envolta a la rectoria de l'Església parroquial de Sant Climent.
El museu, inaugurat el 17 de març de 1984, mostra el passat de la pagesia de Sant Climent i del Baix Llobregat i es troba a l'interior de la Rectoria de Sant Climent de Llobregat adossada a l'església, que li dedica tres grans sales de la planta baixa de l'edifici i també part del pati adjacent. Constitueix una de les majors exposicions d'eines de pagès, carros, estris domèstics i mobiliari de cuina del segle xix de la comarca. L'any 1984, un grup de persones de Sant Climent de Llobregat havien decidit arreplegar totes les eines de camp que poguessin trobar per a crear un museu.

## Referències

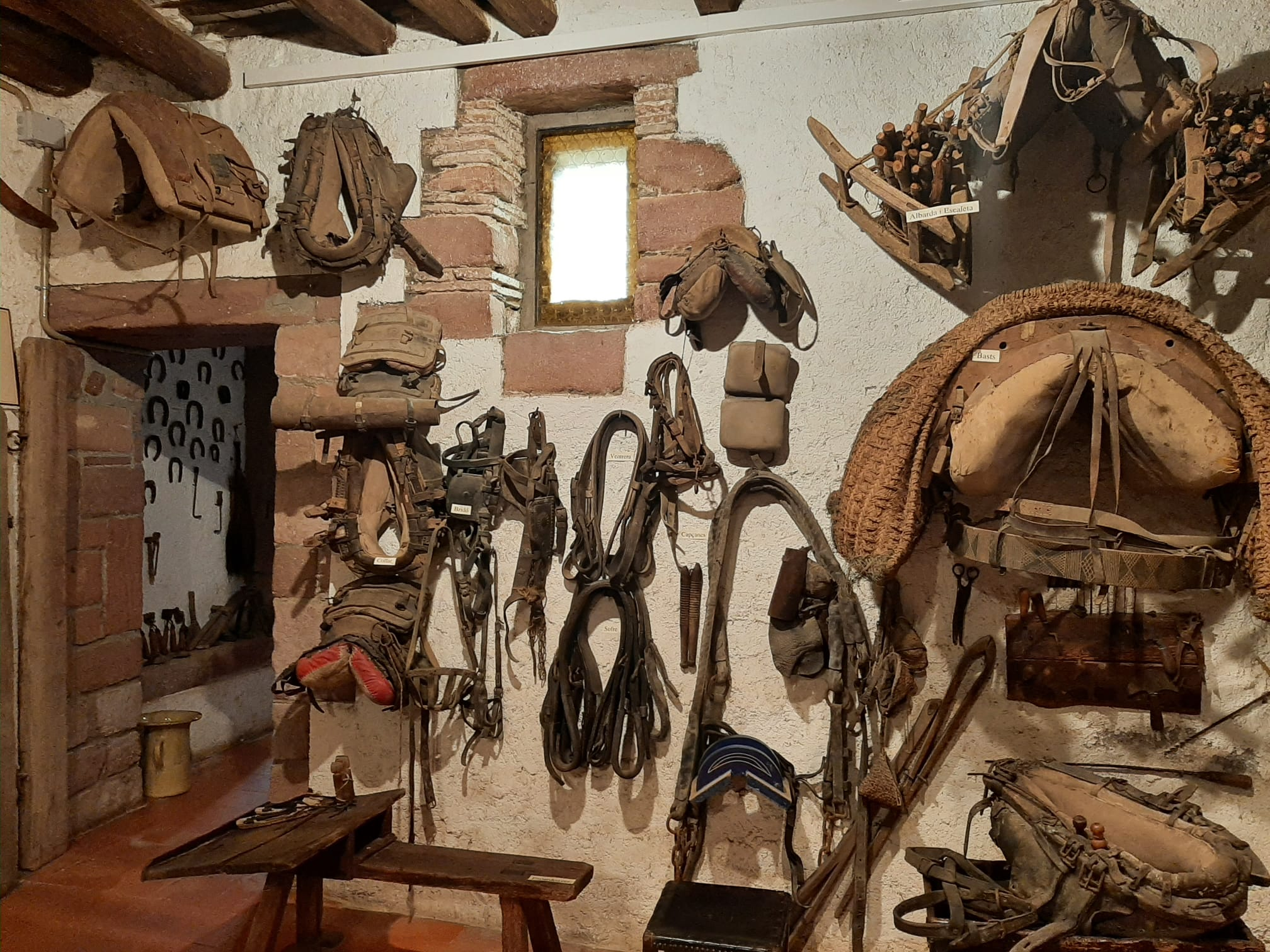
Interior del Museu d'Eines del Pagès de Sant Climent de Llobregat